# Barbara McNair
Barbara McNair (Chicago, 4 marzo 1934 – Los Angeles, 4 febbraio 2007) è stata una cantante e attrice statunitense.

## Filmografia parziale

### Cinema
- Il cocktail del diavolo (If He Hollers, Let Him Go!), regia di Charles Martin (1968)
- Un assassino per un testimone (Stiletto), regia di Bernard L. Kowalski (1969)
- Paroxismus, regia di Jesús Franco (1969)
- Change of Habit, regia di William A. Graham (1969)
- Omicidio al neon per l'ispettore Tibbs (They Call Me Mister Tibbs!), regia di Gordon Douglas (1970)
- L'organizzazione sfida l'ispettore Tibbs (The Organization), regia di Don Medford (1971)
- Neon Signs, regia di Marc Kolbe (1996)

### Televisione
- Le spie (I Spy) – serie TV, episodio 2x26 (1967)
- I Jefferson (The Jeffersons) - serie TV, episodio 10x20 (1977)

## Discografia
Album
- Front Row Center (1959)
- The Livin' End (1964)
- Here I Am (1966)
- The Real Barbara McNair (1969)
- More Today Than Yesterday (1969)
- I Enjoy Being a Girl